# Господарський процес
Господа́рський процес — установлений нормами господарського процесуального права порядок досудового врегулювання та судового розгляду господарських спорів. Основне завдання господарського процесу — примирення сторін, а у разі неможливості його досягнення — швидке вирішення спору.

## Стадії господарського процесу
І. Досудове врегулювання (факультативна стадія).
Досудове врегулювання господарського спору — це сукупність заходів, що можуть бути здійснені підприємствами та організаціями, права яких порушені, для усунення спірної ситуації, що виникла, до́ звернення з позовом до господарського суду.
Сторони застосовують заходи досудового врегулювання господарського спору за домовленістю між собою, тобто невжиття цих заходів не позбавляє сторону права подати позов про захист свого права.
Досудове врегулювання включає такі стадії:
1. Пред'явлення претензії;
2. Розгляд претензії;
3. Повідомлення заявника про результати розгляду претензії.

ІІ. Судове врегулювання
Судове врегулювання господарського спору передбачає передання зацікавленою стороною невирішеного спору на розгляд господарського суду шляхом вчинення позову. Судове врегулювання здійснюється за правилами господарського судочинства.

## Господарське судочинство
Госпо́дарське судочи́нство — це врегульована господарсько-процесуальними нормами діяльність суду з відправлення правосуддя у господарських справах.

### Історія господарських судів і господарського судочинства в Україні

#### До 1917р.
Початком створення на теренах України арбітражних судів, у сучасному розумінні, можна вважати заснування комерційного суду в Одесі у 1807 р. Пізніше такі суди були створені у Феодосії (1819 р.) та в Ізмаїлі (1824 р.).
Імператором Російської імперії Миколою І 14 травня 1832 р. був виданий іменний указ про створення комерційних судів. Проведена у 1864 р. в Російській імперії судова реформа їх майже не торкнулася.
На Лівобережній Україні також існували арбітражні комісії або, як їх називали, біржові суди.

#### Після 1917р.
Декретом про суд № 1 [Архівовано 27 травня 2008 у Wayback Machine.](рос.) Радянська влада ліквідувала всі без винятку судові установи.
Постановою від 3 квітня 1922 р. Президія Вищої ради народного господарства утворила Арбітражну комісію при ВРНГ і арбітражні комісії при її місцевих органах (промбюро, губраднаргоспах) і затвердила Положення про арбітражну комісію. Виникла необхідність у створенні органів для вирішення господарських спорів між організаціями і підприємствами різних відомств. Це питання було врегульовано Положенням про порядок вирішення майнових спорів між державними установами й організаціями(рос.), затв. постановою ЦВК і РНК РСФРР від 21 вересня 1922 р., відповідно до якої були створені Вища арбітражна комісія при Раді Праці й Оборони, арбітражні комісії при обласних економічних радах, а згодом — і при губернських економічних нарадах.
В Україні 16 листопада 1922 р. було прийнято постанову Раднаркому УСРР про організацію Вищої арбітражної комісії УСРР. Систему республіканських і місцевих арбітражних комісій очолила Арбітражна комісія при Раді Праці й Оборони СРСР, положення про яку було затв. 6 червня 1924 р.
За характером діяльності арбітражні комісії нагадували суди.
3 травня 1931 р. постановою ЦВК і РНК СРСР було затв. «Положення про державні арбітражі»[недоступне посилання]. Оскільки робота органів державного арбітражу була безпосередньо пов'язана з управлінням економікою, він був уведений до системи загальносоюзних, республіканських і місцевих органів державного управління і підпорядковувався безпосередньо Уряду СРСР, урядам союзних республік, а на місцях — виконкомам Рад.
Питання про істотне підвищення ролі державного арбітражу виникло у зв'язку з економічною реформою 1965 р., яка визначила очевидну необхідність переходу до економічних методів управління, розширення прав підприємств, зміцнення планової і договірної дисципліни. Держарбітраж став єдиною союзно-республіканською системою органів на чолі з Держарбітражем при Раді Міністрів СРСР.
Новий етап у розвитку радянського арбітражу пов'язаний з прийняттям Конституції СРСР у 1977 р. Органи Держарбітражу були перетворені на конституційні. Верховною Радою СРСР 30 листопада 1979 р. був прийнятий Закон СРСР «Про державний арбітраж в СРСР»[недоступне посилання з липня 2019], що визначив підвищення ролі органів державного арбітражу в зміцненні законності в господарських відносинах. На основі цього закону Рада Міністрів СРСР затв. Положення про Державний арбітраж при Раді Міністрів СРСР і Правила розгляду господарських спорів державними арбітражами[недоступне посилання].
У 1988 р. було[недоступне посилання] кардинально змінено місце арбітражу в системі органів держави. Державний арбітраж при Раді Міністрів СРСР перетворився в Держарбітраж СРСР, держарбітражі при Раді Міністрів союзних республік — у державні арбітражі союзних і автономних республік; держарбітражі місцевих органів управління — у держарбітражі областей, міст. Ці органи стали підзвітні безпосередньо Верховній Раді СРСР і її Президії, а в республіках — Верховній Раді відповідної республіки. Держарбітраж більше не входив до системи виконавчо-розпорядчих органів.

#### Після 1991р.
З переходом до ринкової економіки виникла необхідність кардинально перебудувати систему органів, що вирішують господарські спори, забезпечивши тим самим однаковий захист прав і законних інтересів усіх суб'єктів господарського життя.
Закон Української РСР «Про арбітражний суд» [Архівовано 8 лютого 2017 у Wayback Machine.] був прийнятий Верховною Радою республіки 4 червня 1991 р. Таким чином, уперше в історії СРСР сформувалася самостійна система арбітражних судів в окремій республіці. Цей Закон уперше з часів революції 1917 р. започаткував здійснення правосуддя в господарських справах спеціалізованими судовими установами.
Відповідно до статті 5 Закону «Про арбітражний суд» в Україні діяли Вищий арбітражний суд Української РСР, арбітражний суд Кримської АРСР, арбітражні суди областей, м. Києва, які становили єдину систему арбітражних судів.
Арбітражний процесуальний кодекс України, прийнятий 6 листопада 1991 р., надав можливість забезпечити реалізацію передбачених Законом України «Про арбітражний суд» принципів арбітражного судочинства, визначив підсудність спорів арбітражним судам, чітко окреслив процесуальні права та обов'язки учасників арбітражного процесу, регламентував порядок розгляду спорів, винесення рішень у них, перевірки їх законності.
З прийняттям 28 червня 1996 р. Конституції України постало питання про створення відповідно до статті 125 нової системи судів загальної юрисдикції в Україні. Після прийняття Конституції було здійснено низку заходів щодо удосконалення організації та діяльності арбітражних судів. Так, 20 лютого 1997 р. Верховна Рада України прийняла Закон України «Про внесення змін до Закону України „Про арбітражний суд“» [Архівовано 29 листопада 2016 у Wayback Machine.], за яким, зокрема, у тексті Закону слова «арбітр», «арбітражна колегія» замінені словами «суддя», «судова колегія», що ще більше підкреслювало правову природу арбітражних судів.
З моменту прийняття Верховною Радою України Закону «Про арбітражний суд» і до середини 2001 року арбітражні суди України пройшли період становлення і розвитку й упевнено посіли своє самостійне місце в системі органів правосуддя.
У червні 2001 р. закінчувався п'ятирічний термін дії п. 12 «Перехідних положень» Конституції України 1996 р. щодо функціонування старої судової системи. Тому було прийнято ряд законів, які вносили низку суттєвих змін як у судоустрій, так і в судочинство України, що дістало неофіційну назву «малої судової реформи». Тепер, за Законом України від 21 червня 2001 р. «Про внесення змін до Закону України „Про арбітражний суд“» [Архівовано 29 листопада 2016 у Wayback Machine.], слово «арбітражний» було замінено словом «господарський». Отже, правосуддя у господарських відносинах почали здійснювати господарські суди.
Важливим стало прийняття у 2002 р. нового Закону України «Про судоустрій України», яке умовно завершило перший етап судової реформи. З моменту введення його в дію втратив силу Закон України «Про господарські суди».
Відповідно до Указів Президента України 2001 року почали функціонувати 7 апеляційних господарських судів (Дніпропетровський, Донецький, Київський, Львівський, Одеський, Севастопольський та Харківський), 2002 року утворені Житомирський та Запорізький, а 2003 року — Київський міжобласний і Луганський апеляційні господарські суди.
Наступний етап реформування системи господарських судів ознаменувався прийняттям 7 липня 2010 року Закону України «Про судоустрій і статус суддів», яким визначено організацію здійснення правосуддя, систему судів загальної юрисдикції, статус суддів, порядок здійснення суддівського самоврядування тощо.
Згідно з Указом Президента України від 12 серпня 2010 року «Питання мережі господарських судів України» на сьогодні функціонують 8 апеляційних господарських судів: Дніпропетровський, Донецький, Київський, Львівський, Одеський, Рівненський, Севастопольський, Харківський апеляційні господарські суди. Систему місцевих господарських судів складають 27 судів в областях, АР Крим, містах Києві та Севастополі.
Під час судової реформи 2014/15 років існував законопроєкт, що передбачав ліквідацію системи господарських судів. Незважаючи на його активне просування Реанімаційним пакетом реформ, ідею ліквідації господарських судів професіонали зустріли різко негативно.
Вищий господарський суд України залишався вищим судовим органом системи господарських судів до 2017 року. Судова реформа 2016 року передбачила ліквідацію ВГСУ у зв'язку з утворенням нового Верховного Суду. Це сталося 15 грудня 2017 року, після чого запрацював Касаційний господарський суд. При цьому мережа місцевих та апеляційних господарських судів продовжує діяти.

### Учасники господарського судочинства
Комплексно аналізуючи Розділ IV Господарського процесуального кодексу України, можна дійти висновку, що учасниками господарського процесу на стадії судочинства є:
- сторони:
  - позивач (-і), їх представники;
  - відповідач (-і), їх представники;
- треті особи:
  - треті особи, які заявляють самостійні вимоги на предмет спору, їх представники;
  - треті особи, які не заявляють самостійних вимог на предмет спору, їх представники;
- прокурор;
- судовий експерт;
- інші особи, які беруть участь у процесі у випадках, передбачених ГПК.

У справах про оскарження рішення третейського суду беруть участь у справі:
учасники третейського розгляду,
особи, питання про права і обов'язки яких вирішив третейський суд,
треті особи,
їх представники.

### Основні аспекти судового розгляду
- Позовна заява подається до господарського суду в письмовій формі і підписується повноважною посадовою особою позивача або його представником, прокурором чи його заступником, громадянином — суб'єктом підприємницької діяльності або його представником. Ціну позову вказує позивач.
- Копії позовної заяви і доданих до неї документів надсилаються позивачем безпосередньо відповідачу.
- Суддя, прийнявши позовну заяву, не пізніше трьох днів з дня її надходження виносить і надсилає сторонам ухвалу про порушення провадження у справі.
- Можуть бути вжиті заходи забезпечення позову (наприклад, арешт спірного майна).
- Спір має бути вирішено господарським судом у строк не більше двох місяців від дня одержання позовної заяви.
- Порядок ведення засідання визначається суддею. Господарський суд може постановити ухвалу про використання відеоконференції в засіданні.
- У судовому засіданні складається протокол.
- Сторони (але не прокурор) мають право укласти мирову угоду, яка припиняє спір. Вона затверджується судом.
- Рішення господарського суду ухвалюється в нарадчій кімнаті суддею іменем України і складається із вступної, описової, мотивувальної і резолютивної частин.
- Якщо господарський спір не вирішується по суті (відкладення розгляду справи, зупинення, припинення провадження у справі, залишення позову без розгляду тощо), господарський суд виносить ухвалу.
- Сторони у справі, прокурор, треті особи, особи, які не брали участь у справі, якщо господарський суд вирішив питання про їх права та обов'язки, мають право подати апеляційну скаргу на рішення місцевого господарського суду протягом десяти днів з дня його оголошення.
- Сторони, прокурор, треті особи, особи, які не брали участі у справі, але щодо яких суд вирішив питання про їх права та обов'язки, мають право подати касаційну скаргу протягом двадцяти днів з дня набрання судовим рішенням апеляційного господарського суду законної сили.
- Верховний Суд України переглядає рішення господарських судів виключно з двох підстав, установлених статтею 11116 ГПК.
- Господарський суд може переглянути прийняте ним судове рішення, яке набрало законної сили, за нововиявленими обставинами.

- Рішення, ухвали, постанови господарського суду, що набрали законної сили, є обов'язковими на всій території України і виконуються у порядку, встановленому Законом України «Про виконавче провадження»[17]. Виконання рішення господарського суду провадиться на підставі виданого ним наказу, який є виконавчим документом[18].